# Entomosterna
Entomosterna is een kevergeslacht uit de familie van de boktorren (Cerambycidae). De wetenschappelijke naam van het geslacht werd voor het eerst geldig gepubliceerd in 1862 door Chevrolat.

## Soorten
Entomosterna omvat de volgende soorten:
- Entomosterna cruentata Chevrolat, 1862
- Entomosterna ruficollis Chemsak & Hovore, 2010